# Уго Новоа
Уго Новоа (ісп. Hugo Novoa, нар. 24 січня 2003) — іспанський футболіст, нападник клубу «Алавес» і молодіжної збірної Іспанії.

## Клубна кар'єра
Народився 24 січня 2003 року. Вихованець дитячих і юнацьких команд футбольних клубів «Бертаміранс» і «Депортіво», а 2019 року перебрався до Німеччини, приєднавшись до клубної системи «РБ Лейпциг».
У дорослому футболі дебютував 2021 року виступами за головну команду «РБ Лейпциг» у Бундеслізі.

## Виступи за збірні
2019 року дебютував у складі юнацької збірної Іспанії (U-16), згодом грав за юнацькі збірні старших вікових категорій. З 2022 року залучається до складу молодіжної збірної Іспанії.

## Статистика виступів

### Статистика клубних виступів
Станом на 24 червня 2022
| Сезон             | Команда           | Чемпіонат         | Чемпіонат | Чемпіонат | Національний кубок | Національний кубок | Національний кубок | Континентальні кубки | Континентальні кубки | Континентальні кубки | Інші змагання | Інші змагання | Інші змагання | Усього | Усього |
| Сезон             | Команда           | Ліга              | Ігор      | Голів     | Ліга               | Ігор               | Голів              | Ліга                 | Ігор                 | Голів                | Ліга          | Ігор          | Голів         | Ігор   | Голів  |
| ----------------- | ----------------- | ----------------- | --------- | --------- | ------------------ | ------------------ | ------------------ | -------------------- | -------------------- | -------------------- | ------------- | ------------- | ------------- | ------ | ------ |
| 2021–22           | «РБ Лейпциг»      | БЛ                | 8         | 1         | КН                 | 2                  | 0                  | ЛЧ+ЛЄ                | 1+1                  | 0                    |               | -             | -             | 12     | 1      |
| Усього за кар'єру | Усього за кар'єру | Усього за кар'єру | 8         | 1         |                    | 2                  | 0                  |                      | 2                    | 0                    |               | -             | -             | 12     | 1      |

## Титули і досягнення
- Володар Кубка Німеччини (1):

«РБ Лейпциг»: 2021-2022
- Володар Суперкубка Німеччини (1):

«РБ Лейпциг»: 2023